# 도안면
도안면(道安面)은 대한민국 충청북도 증평군의 유일한 면이다.

## 개요
도안면은 증평군 북쪽에 위치하고 동쪽은 괴산군 사리면과, 서쪽은 진천군 초평면, 남쪽은 증평읍과 괴산군 청안면에 접하고 북쪽은 음성군 원남면에 인접하고 있다. 도안면 소재지에서 보면, 북쪽에 송정리,연촌리가 있다. 연촌리는 증평군의 가장 북쪽에 해당되며, 북서쪽에 노암리, 북동쪽에 광덕리, 동쪽에 석곡리, 남쪽에 화성리, 남동쪽에 도당리가 입지하고 있다. 도안면의 면적은 26.43km2로 증평군 면적의 32.3%에 해당된다.

## 연혁
- 고구려 장수왕 63년(475년) : 들노군 도서현이라 칭함
- 신라 경덕왕 16년(757년) : 흑양군 도서현이라 칭함
- 고려 태조 23년(940년) : 청주목 도안현이라 칭함
- 조선 태종 13년(1413년) : 청당현과 도안현을 병합해 청안현에 속함
- 1895년 : 청안군에 속함
- 1910년 : 청안군 북면이 됨
- 1914년 4월 1일 : 행정구역 통폐합으로 괴산군 도안면이 되고 화성,도당,석곡, 광덕,송정,노암,연촌 등 7개리를 관할함
- 1991년 2월 1일 : 충청북도 증평출장소 도안지소 설치
- 2003년 8월 30일 : 증평군 도안면 개청

## 법정리
| 법정리         | 행정리                                                        |
| -------------- | ------------------------------------------------------------- |
| 광덕리(光德里) | 광덕1리, 광덕2리, 광덕3리                                     |
| 노암리(老巖里) | 노암1리, 노암2리, 노암3리, 노암4리                            |
| 도당리(道塘里) | 도당1리, 도당2리, 도당3리                                     |
| 석곡리(石谷里) | 석곡1리, 석곡2리                                              |
| 송정리(松亭里) | 송정1리, 송정2리, 송정3리, 송정4리, 송정5리                   |
| 연촌리(硯村里) | 연촌리                                                        |
| 화성리(花城里) | 화성1리, 화성2리, 화성3리, 화성4리, 화성5리, 화성6리, 화성7리 |

## 문화재

### 사적
- 제527호 증평 추성산성

### 충청북도 유형문화재
- 제75호 증평 광덕사 석조여래입상

### 충청북도 기념물
- 제122호 증평 연병호 생가

### 향토유적
- 제2호 증평 기성전
- 제3호 정후사
- 제8호 증평 송정리 고인돌
- 제15호 연충수 묘소 및 기적비
- 제16호 연종록 부부 정효각
- 제18호 곡산부원군 연사종 묘소